# Manuel Arenas Martos
Manuel Arenas Martos (Córdoba, 3 de junio de 1937) es un político y profesor universitario español.

## Biografía
Licenciado en Ciencias Biológicas y profesor colaborador del departamento de Botánica de la Universidad de Córdoba, donde realizó su tesis doctoral sobre "La flora de Sierra Morena Oriental en la provincia de Córdoba". Tiene publicados varios trabajos de investigación.
Desde 1960 ocupó varios cargos en los entonces pujantes movimientos cristianos y vecinales de su ciudad. Vocal en 1971 y presidente en los periodos 1976-1978 y 1980-1982 del Club Figueroa de Córdoba. En 1988 presidió el Círculo Cultural "Fernando de los Ríos". Miembro de diferentes asociaciones culturales, entre las que destaca el Círculo Cultural Juan XXIII que se distinguió en su lucha contra la dictadura franquista. También fue fundador y vocal de la Asociación ADELPHA-Córdoba. Tiene concedidas diversas distinciones de entidades ciudadanas y clubs populares, entre las que destaca el Potro de Oro de la Federación de Peñas Cordobesas.
Ingresó en el Partido Socialista Obrero Español y en la Unión General de Trabajadores en enero de 1975 y desde entonces ha desempeñado diversos cargos orgánicos. Miembro del Comité Provincial y del Comité Director de Andalucía y secretario general de la Agrupación Local del Parque Figueroa. 
Candidato al Congreso de los Diputados en las elecciones generales españolas de 1977. En las primeras elecciones al Parlamento de Andalucía, en 1982, obtuvo un escaño por la provincia de Córdoba. Entre septiembre de 1982 y diciembre de 1983 fue viceconsejero de Educación de la Junta de Andalucía. En el parlamento andaluz ha realizado una gran actividad interviniendo como portavoz del grupo socialista en varias leyes y proposiciones no de ley, además de otras iniciativas. Ha pertenecido a las comisiones legislativas de Reglamento, Gobernación y Justicia, Educación y Cultura, Turismo, Comercio y Transportes, y Política Territorial de la que fue vicepresidente. También formó parte de la Comisión especial de Doñana y de la Diputación Permanente hasta la constitución del nuevo Parlamento.
En las elecciones autonómicas de 1986 fue elegido diputado por Córdoba en el número 3 de la lista del PSOE. En julio del mismo año fue designado senador por Andalucía y formó parte de las comisiones de Obras Públicas, Defensa, Ordenación del Territorio y Medio Ambiente, Economía y Hacienda y a la de Incendios Forestales.
Fue presidente del Patronato de las Reservas Integrales de las Zonas Húmedas del Sur de Córdoba y vocal del Consejo Social de la Universidad de Córdoba en representación del Parlamento de Andalucía. Capataz de Honor de las Fiestas de la Vendimia Montilla-Moriles en 1988.
Socio de Honor del Ateneo Casablanca con el que colaboró en numerosas ocasiones, por lo que recibió la Fiambrera de Plata en 1989. Socio fundador del Ateneo de Córdoba.
En 2008 fue distinguido con el Premio a toda una carrera profesional en los XIII Premios Andalucía de Medio Ambiente.